# Loxodonta pharaoensis
L'elefante del Nordafrica (Loxodonta africana pharaohensis) era una sottospecie dell'elefante africano della savana (Loxodonta africana), o forse una specie di elefante vera e propria, vissuta in Nordafrica fino all'antica età romana. 
Erano questi i famosi elefanti da guerra utilizzati dai Cartaginesi nelle guerre puniche contro la Repubblica romana. Sebbene la sottospecie sia già stata descritta in passato, non è stata riconosciuta dalla gran parte dei tassonomisti. Questo animale viene indicato anche come elefante della foresta del Nordafrica, elefante cartaginese ed elefante dell'Atlante. In origine, il suo areale si estendeva probabilmente su tutto il Nordafrica e si spingeva a sud fino alle coste degli attuali Sudan ed Eritrea.

## Descrizione

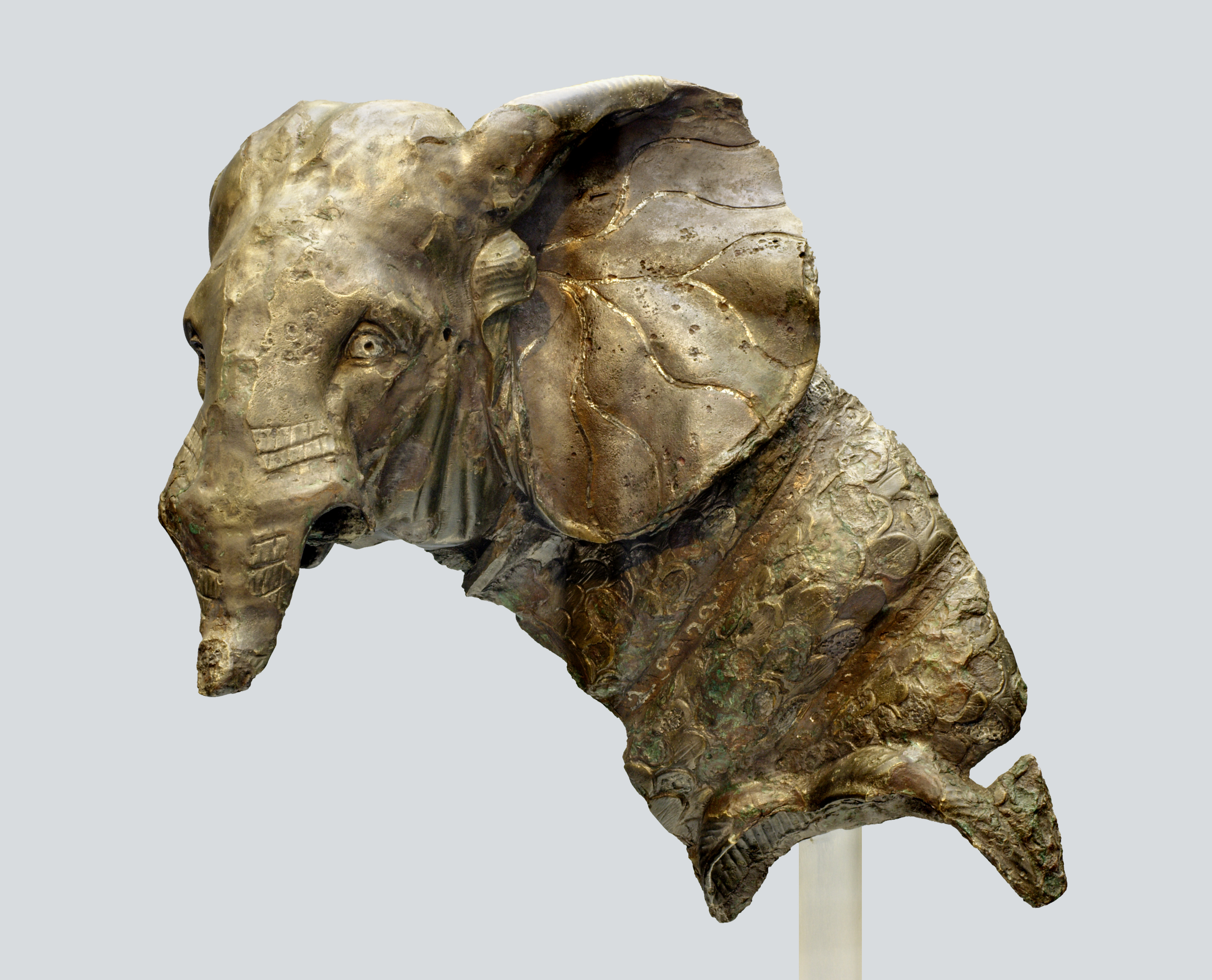
Statua romana in bronzo che raffigura un elefante da guerra

Gli affreschi cartaginesi e le monete coniate dai vari popoli che dominarono il Nordafrica in tempi diversi mostrano degli elefanti molto piccoli (alti forse 2,5 metri al garrese), con le grandi orecchie e il dorso concavo tipico delle attuali specie del genere Loxodonta. L'elefante del Nordafrica era più piccolo dell'attuale elefante africano di savana (L. a. africana) e probabilmente era di dimensioni simili a quelle del moderno elefante africano di foresta (Loxodonta cyclotis). Le cronache antiche riportano infatti che gli elefanti della Siria e dell'India erano più grandi degli elefanti utilizzati dai cartaginesi. È inoltre possibile che sia stato più docile della sottospecie della savana, generalmente non addomesticabile, il che avrebbe permesso ai Cartaginesi di addestrarlo con metodi andati persi nel tempo. Gli studiosi moderni si sono inoltre chiesti se gli elefanti cartaginesi venissero muniti o no, in combattimento, di torrette; nonostante le asserzioni al contrario, varie testimonianze indicano che gli elefanti africani della foresta sono in grado di trasportare torrette, come hanno fatto in certi contesti bellici.

## Storia
Dopo la conquista della Sicilia (242 a.C.), i Romani cercarono di catturare alcuni esemplari di elefante che erano stati lasciati nelle regioni centrali dell'isola dai Cartaginesi, ma fallirono nel tentativo. Gli elefanti con cui Annibale attraversò i Pirenei e le Alpi allo scopo di invadere l'Italia durante la seconda guerra punica (218 - 201 a.C.) appartenevano a questa sottospecie, tranne l'esemplare personale di Annibale, Surus ("il Siriano" o, forse, "Una-Zanna"). Questo individuo, come testimoniato dal suo nome e dalle maggiori dimensioni, potrebbe essere stato un esemplare dell'enorme sottospecie più occidentale (Elephas maximus asurus) dell'elefante asiatico, anch'essa attualmente estinta.
Gli elefanti del Nordafrica venivano inoltre addomesticati ed utilizzati dai sovrani della Dinastia tolemaica dell'Egitto. Le Storie di Polibio (Histories, 5,84), scritte nel II secolo a.C., descrivono la loro inferiorità in battaglia contro i più grandi elefanti indiani utilizzati dai re seleucidi. Un'iscrizione tolemaica sopravvissuta enumera tre diversi tipi di elefanti da guerra, il trogloditico (probabilmente libico), l'etiope e l'indiano. Sempre dall'iscrizione si viene a sapere che il sovrano si vantava di essere stato il primo ad addomesticare gli elefanti dell'Etiopia, una razza che dovrebbe essere stata identica ad una delle due specie africane attuali.
Si ritiene che questa sottospecie si sia estinta alcuni decenni dopo la conquista romana del Nordafrica (forse nel II secolo), a causa della caccia sconsiderata per l'utilizzo degli animali nei giochi di venationes. Alcuni autori sostengono che delle piccole popolazioni siano sopravvissute lungo le coste sudanesi ed eritree fino alla metà del XIX secolo, ma anche se così fosse sono ora sicuramente scomparse.

## Incertezze tassonomiche
Considerata la data relativamente recente della sua scomparsa, lo status di questa popolazione potrebbe probabilmente essere risolto attraverso l'analisi delle sequenze del DNA antico, se venissero individuati ed esaminati esemplari di chiara origine nordafricana.